# 松島新
松島 新（まつしま あらた）は、日本のジャーナリスト。

## 略歴
1985年慶應義塾大学卒業後、テレビ東京入社。ブリュッセル、モスクワ、ニューヨーク支局長、ワールドビジネスサテライトマーケットキャスター等を歴任。2001年ソニー入社後、CEO室、ソニー・コーポレーション・オブ・アメリカのバイスプレジデントなど歴任。
現在、金融情報サービス会社Market Editorsにて、エグゼクティブエディター（ジャーナリスト）として情報提供に携わる。ロサンゼルス在住。